# Peponocyathus
Genre
Peponocyathus est un genre de coraux durs de la famille des Turbinoliidae.

## Liste d'espèces
Le genre Peponocyathus comprend les espèces suivantes :
| Selon World Register of Marine Species (20 juillet 2015) : - Peponocyathus australiensis (Duncan, 1870) † - Peponocyathus dawsoni Cairns, 1995 - Peponocyathus folliculus (Pourtalès, 1868) - Peponocyathus minimus (Yabe & Eguchi, 1937) | Selon ITIS (20 juillet 2015) : - Peponocyathus dawsoni Cairns, 1995 - Peponocyathus folliculus (De Pourtalès, 1868) - Peponocyathus minimus (Yabe & Eguchi, 1937) - Peponocyathus orientalis (Duncan, 1876) - Peponocyathus stimpsonii (De Pourtalès, 1871) |

Selon Paleobiology Database (20 juillet 2015) :
- Peponocyathus duncani
- Peponocyathus folliculus
- Peponocyathus lecomptei
- Peponocyathus minimus
- Peponocyathus orientalis